# 케빈 클라인
케빈 클라인(Kevin Kline, 1947년 10월 24일 ~ )은 1976년 TV영화 'The Time of Your Life'로 데뷔한 미국의 배우이다.

## 출연 작품
- 데이브
- 프렌치 키스
- 음모자 - 에드윈 스탠턴 역
- 와일드 와일드 웨스트 - 아르테무스 고든/율리시스 S. 그랜트 역
- 완다라는 이름의 물고기 - 오토 역
- 한 여름 밤의 꿈 - 닉 보텀 역
- 핑크팬더
- 미녀와 야수 - 모리스 역

## 수상 경력
- 1978년 드라마데스크어워즈 뮤지컬부문 남우조연상
- 1978년 제32회 토니상 뮤지컬부문 남우조연상
- 1981년 드라마데스크어워즈 뮤지컬부문 남우주연상
- 1981년 제35회 토니상 뮤지컬부문 남우주연상
- 1989년 제61회 아카데미시상식 남우조연상
- 1997년 고담어워즈 남자배우상
- 1998년 헤이스푸딩씨어트리컬 올해의 남성상
- 2002년 세인트루이스필름페스티벌 평생공로상
- 2004년 드라마데스크어워즈 연극부문 남우주연상
- 2007년 뮌헨영화제 사인메리트상
- 2008년 제14회 미국배우조합상 TV영화/미니시리즈부문 남자연기상
- 2017년 드라마데스크어워즈 연극부문 남우주연상
- 2017년 제71회 토니상 연극부문 남우주연상